# Здоров'я

Зірка життя, що позначає загальне здоров'я.

Здоров'я — стан повноцінного фізичного, психічного та соціального добробуту, а не лише відсутність хвороб чи фізичних вад (ВООЗ, 1948). Це стан живого організму, за якого всі органи здатні добре виконувати своє призначення.
Охорона здоров'я громадян — одне з завдань держави. В Україні державним органом, що опікується здоров'ям громадян є Міністерство охорони здоров'я України.
Міжнародною організацією, що займається охороною здоров'я є Всесвітня організація охорони здоров'я (ВООЗ).

## Історія

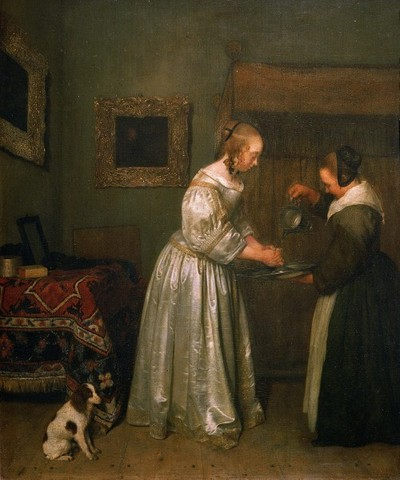
Пані миє руки, 1655 рік

Попри те, що грецька медицина не стала проривом, вона була важливою віхою для змін у способі мислення про перебіг захворювань. Щоправда міфологічний чинник притаманний стародавнім культурам стосовно здоров'я, зберігався і пов'язувалося це з кількома божествами, котрі опікувалися здоров'ям, такими як Асклепій (бог медицини); Гігіея (богиня здоров'я) і Панакея (богиня зцілення), причому останні дві є проявами Афіни (богині розуму). Культ цих міфологічних персонажів свідчить про цінування гігієнічних занять. Крім того, хід зцілення насамперед пов'язували з використанням лікарських рослин і природних способів, наприклад опіуму як болезаспокійливого та протикашльового засобу (з маку), показуючи, що це вже виходить за межі боготворіння й обрядів.
Розрив з цим релігійним поглядом на оздоровлення, відбувається з Гіппократом (460—377 до н. е.). У його праці під назвою «Corpus Hipocraticus, Корпус Гіппократика» дописи висвітлюють природну точку зору на медицину, цілком відмінну від чудодійно-релігійного тлумачення, яке до того часу пронизувало мислення людини. Гіппократ приписує існування чотирьох основних рідин (гуморів) в організмі: жовтої жовчі, чорної жовчі, мокротиння та крові. Таким чином, для нього здоров'я ґрунтувалося на цих чотирьох основних складових. Особа як людська істота була організованою одиницею, отже хвороба являла собою розладнання цього стану, одиниці. Крім того, робота розкриває введення нового розуміння щодо предмету здоров'я-хвороба: епідеміології. Оцінка заснованого на досвіді погляду на клінічні випадки, змальовані в текстах, показує, що спостереження вже супроводжували пацієнта, а довкілля розумілося як важливий чинник котрий також слід враховувати. Допис «Вода, повітря, місця» обговорює вплив властивостей навколишнього середовища, пов'язаних із хворобами, і захищає екологічну складову здоров'я.
Перші медичні нотатки Київської Русі з'явилися у ІХ столітті, а у 30-х роках ХІІ століття, онука київського князя Володимира Мономаха — Зоя, написала працю «Мазі». У ній є відомості про різні хвороби та способи їх лікування, вказівки стосовно догляду за тілом та шкірою, поради від «паршивости голови» та багато іншого.
Зміст розгляду здоров'я змінювався з часом. Відповідно до біомедичної точки зору, перші визначення сутності здоров'я, зосереджувалися на предметі здатності організму виконувати своє призначення; здоров'я розглядалося як стан його відповідної діяльності, який може час від часу порушуватися хворобою. Прикладом такого тлумачення здоров'я є: «стан, що визначається анатомічною, фізіологічною та психологічною цілісністю; здатність виконувати особистісно цінні сімейні, робочі та громадські завдання; змога справлятися із фізичним, біологічним, психологічним і соціальним стресом». Згодом, 1948 року, корінним чином відступаючи від попередніх пояснень, Всесвітня організація охорони здоров'я (ВООЗ) запропонувала визначення, спрямоване набагато вище, пов'язуючи здоров'я із благом, щастям — як «фізичний, психічний та соціальний добробут, а не просто відсутність хвороб і недуг». Попри те, що деякі вітали це визначення як новітнє, його також ганили за розпливчастість і надмірну розлогість, а ще за те, що воно не могло бути витлумачене як таке, котре піддається вимірюванню. Довгий час його відкидали як неприкладний зразок, і більшість суперечок про здоров'я повертали до зручності біомедичної моделі.
Подібно до того, коли стався перехід від розгляду хвороби як стану, до мислення про неї як про перебіг, таке ж зрушення відбулося й у визначенні здоров'я. Знову ж таки, ВООЗ відіграла провідну роль, коли сприяла розвитку руху за здоров'я у 1980-х роках. Це привело до нової сутності здоров'я — не як стану, а у плинному сенсі — стійкості, іншими словами, як «запасу для життя». 1984 року, ВООЗ переглянула тлумачення здоров'я, визначивши його як «ступінь, до якого особа чи група людей, здатні втілити прагнення та задовольнити власні потреби і навіть змінити довкілля або впоратися з ним. Здоров'я — це засіб для повсякденного життя, а не мета життя; це позитивний сенс, який підкреслює соціальні та особисті можливості, а також фізичні здібності». Таким чином, здоров'я стосується здатності підтримувати рівновагу і відновлюватися після несприятливих подій. Психічне, інтелектуальне, емоційне та соціальне здоров'я означає спроможність людини справлятися зі стресом, набувати навичок, підтримувати стосунки, що створює основи для стійкості та незалежного життя. Це відкриває багато можливостей для навчання, зміцнення та дослідження здоров'я.
Медичні працівники здійснюють постійну діяльність із запобігання або лікування захворювань і зміцнення здоров'я людей. Крім втручань з боку галузі охорони здоров'я та оточення людини, відомо, що на стан здоров'я людини впливає низка інших чинників. Їх називають «визначниками здоров'я», зокрема: походження людини, спосіб життя, економічний рівень, соціальні умови та духовність; дослідження показали, що високий рівень стресу може вплинути на здоров'я людини.
У першому десятилітті 21-го століття визначення здоров'я як спроможності, відкрило двері для того, щоби самооцінка стала основним показником задля вимірювання дієвості зусиль, спрямованих на покращення здоров'я людини. Це також створило можливість для кожної особи почуватися здоровою, навіть за наявності кількох хронічних захворювань або невиліковного стану, а також для перегляду визначників здоров'я (на відміну від звичайного підходу, котрий зосереджується на зниженні поширеності захворювань).
Застосування способів підтримання здоров'я у тварин, охоплюються ветеринарними науками.
Термін «здоровий» також широко застосовується стосовно багатьох видів неживих організацій та їх впливу на благо людей, наприклад, у значенні здорових спільнот, здорових міст або здорового середовища.
У XXI сторіччі наголоси щодо здоров'я людини, ставляться на правильному харчуванні, здоровому способі життя (спорт, фізична активність, підтримка тіла у доброму стані), хорошому інформаційному просторі (відсутність надмірної негативної інформації як в ЗМІ, так і серед оточення), гарний соціальний стан (можливість купувати не лише корисну їжу, а також бути забезпеченим усіма потребами, наприклад згідно піраміди Маслоу). Ці чинники приводять до попередження хвороб як фізичних, так і психічних, отже й зменшують витрати на медицину та ліки як із бюджету громадянина, так і держави.[джерело?]

## Термінологія
Визначення судження «здоров'я» є основоположним питанням сучасної медико-біологічної науки. Оскільки воно має багато точок зору і обумовлене багатьма чинниками, то вимагає для свого розв'язання всебічного підходу. Усі добре уявляють собі, що «здоров'я, це добре, а хвороба — погано». Пояснити сутність здоров'я складніше, ніж природу хвороби. Саме через це однозначного, прийнятного для всіх тлумачення «здоров'я» поки що не існує. У передмові Статуту Всесвітньої організації охорони здоров'я (ВООЗ) йдеться про те, що здоров'я — це не лише відсутність хвороб або фізичних вад, а й стан повного фізичного, психічного та соціального добробуту.
Вважається, що здоров'я — це відповідний стан організму, який відзначається гарною саморегуляцією, повною узгодженістю роботи всіх органів і систем, рівновагою поміж організмом та зовнішнім середовищем, за відсутності хворобливих проявів. Через це основною ознакою здоров'я, є здатність до значної пристосованості організму щодо впливів різноманітних чинників зовнішнього середовища. Завдяки цьому здоровий організм може витримувати значні фізичні та психічні навантаження, не тільки пристосовуючись до дії надзвичайних чинників зовнішнього середовища, але й повноцінно діючи в цих умовах. Таким чином, здоров'я доцільно розглядати і як здатність організму діяльно та повноцінно пристосовуватись до змін оточення. Можна сказати, що здоров'я — це здатність організму перебувати у рівновазі з оточенням.
Багато хто з науковців розглядає здоров'я як спосіб життєдіяльності організму, який забезпечує йому потрібну якість життя і найбільш можливу за даних умов, його тривалість. Зрозуміло, що здоров'я — це похідне від численних впливів на організм, зокрема природно-кліматичних, соціальних, виробничих, побутових, психологічних чинників, способу життя та інше.
Можна також сказати, що здоров'я — це функціональний стан організму людини, який забезпечує тривалість життя, фізичну та розумову працездатність, достатньо високий рівень самопочуття, а також відтворення здорового потомства.
Стан здоров'я не є чимось сталим і незмінним. Це діяльний процес, тобто відчуття здоров'я може покращуватись або погіршуватись. Кожна людина являє собою відкриту динамічну систему, через це існують широкі межі визначення «здоров'я» — від цілковитого здоров'я до граничних із хворобою станів.
Узагальнюючи всі наведені вище визначення ознак «здоров'я», доцільно сказати, що під здоров'ям треба розуміти перебіг збереження та розвитку біологічних, фізіологічних, психологічних можливостей особи, найбільш спроможної працездатності та соціальної придатності людини, за якнайбільшої тривалості діяльного життя.
Загального, прийнятного для всіх показника, за яким можна було би визначити рівень здоров'я чи його якість, немає. Підсумки будь-яких аналізів, дані якихось обстежень мають значні розбіжності залежно від статі, віку, конституційного типу, функціонального стану організму, географічних та погодних особливостей місця проживання, властивостей та напруженості праці, способу життя, притаманного певній особі харчування та багатьох інших чинників. Загальний стан організму та показники його діяльності змінюються у тієї самої людини, навіть протягом декількох годин (одразу після пробудження і після підйому з ліжка, до вживання їжі та після її вживання, тощо).

Термін «здоров'я» визначений ВООЗ 1948 року:
Стан повноцінного фізичного, психічного та соціального добробуту, а не лише відсутність хвороб чи фізичних вад.

### Невизначеність
Однак розуміння здоров'я (доброго самопочуття) — суб'єктивне. Багато людей звикли жити зі станом хронічного поганого здоров'я (ніби це є прийнятним явищем), під впливом соціального чи родинного кола, власного особистого досвіду, через який вони не можуть порівняти своє становище, зі станом доброго здоров'я, а інколи також, відсутність підтримки або правильних рішень з боку медичних працівників, серед інших причин. Таке ставлення перешкоджає розпізнаванню та діагностиці розладів, які без лікування можуть спричинити серйозні наслідки для подальшого здоров'я. Яскравими прикладами є целіакія або недоїдання у людей похилого віку. Подібним чином, таке прийняття ймовірного хронічного поганого здоров'я як чогось очікуваного або звичайного (нормального), а також відсутність обізнаності про важливість профілактики цього, призводять до недостатнього дотримання призначеного лікування у разі розпізнаних хронічних захворювань, з подальшими недобрими наслідками для власного загального здоров'я.

## Складові здоров'я
Показниками фізичного здоров'я є особистісні властивості анатомічної будови тіла, досконала (за нормою) фізіологічна діяльність організму в різних умовах спокою, руху, довкілля, генетичної спадковості, рівень фізичного розвитку органів і систем живої істоти.
Показниками психічного здоров'я є особистісні показники психічних процесів і особливостей людини, наприклад, збудженість, емоційність, чутливість, вдача. Психічне життя особи складається з мети, потреб, зацікавлень, наснаги, заохочень, настанов, уяви, почуттів тощо. Психічне здоров'я пов'язане з притаманними рисами мислення, характеру, здібностей людини.
Показниками духовного здоров'я є духовний світ особистості, сприйняття духовної культури людства, освіти, науки, мистецтва, релігії, моралі, етики. Свідомість людини, її ментальність, життєве самовизначення, ставлення до сенсу життя, оцінка втілення своїх здібностей і можливостей у взаємозв'язку власних ідеалів і світогляду — все це обумовлює стан духовного здоров'я.
Показники соціального здоров'я пов'язані з економічними чинниками, стосунками особистості зі структурними одиницями соціуму (сім'єю, організаціями), з якими створюються соціальні зв'язки: праця, відпочинок, побут, соціальний захист, охорона здоров'я, безпека існування тощо. У загальному вигляді соціальне здоров'я обумовлене характером і рівнем розвитку, які притаманні головним сферам суспільного життя у певному середовищі — економічній, політичній, соціальній, духовній. Ці складові тісно взаємопов'язані, отже вони в сукупності визначають стан здоров'я людини. У звичному житті майже завжди спостерігається поєднаний вплив цих складових.

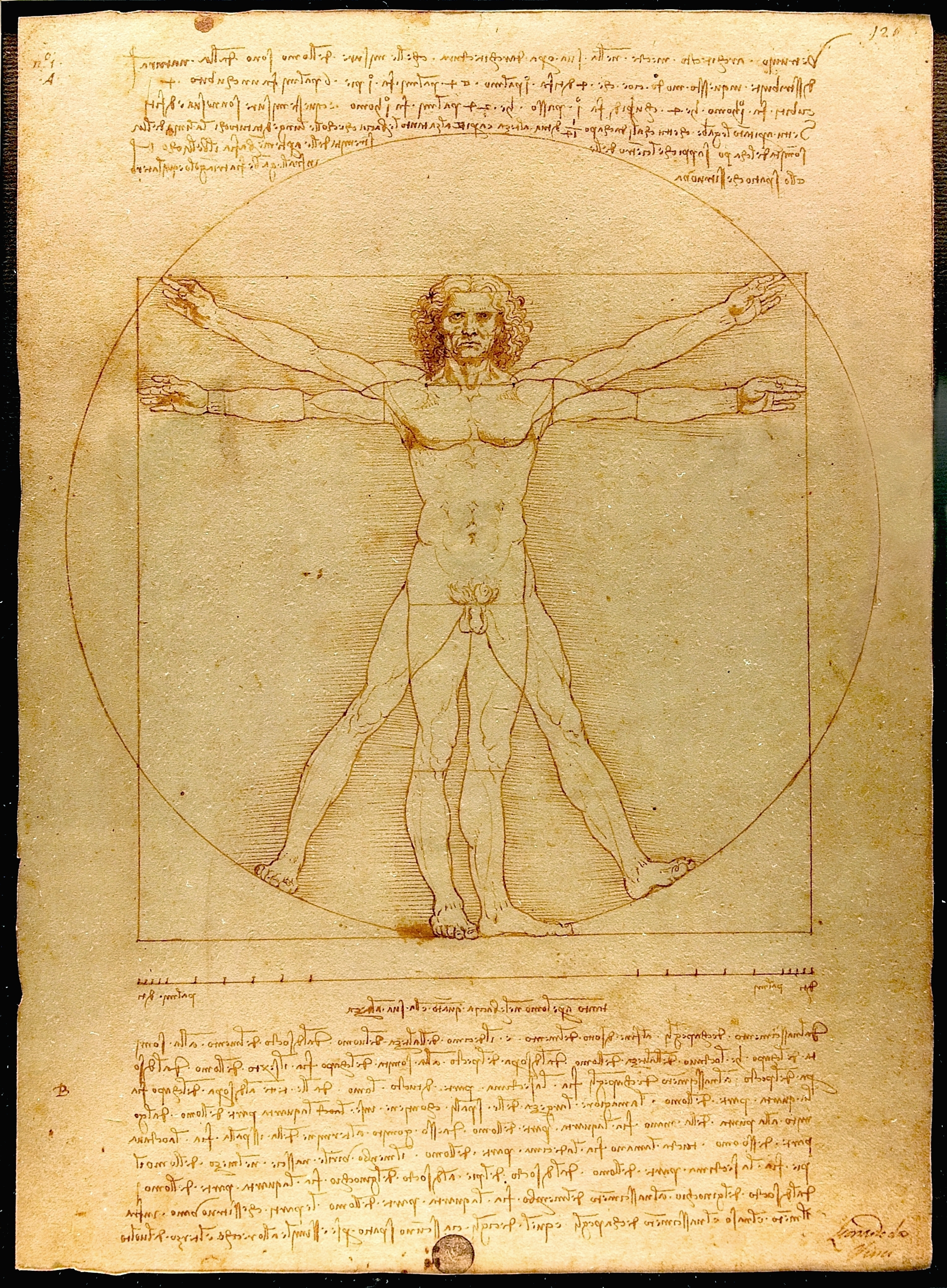
Вітрувіанська людина, Леонардо да Вінчі

Зосереджуючись більше на питаннях способу життя та його зв'язку із загальним здоров'ям, дані дослідження округу Аламіда свідчать про те, що люди можуть покращити власне здоров'я за допомогою фізичних вправ, достатнього сну, проведення часу на природі, підтримки здорової ваги тіла, обмеження вживання алкоголю та відмови від куріння. Здоров'я та хвороба можуть співіснувати, оскільки навіть люди з кількома хронічними захворюваннями або невиліковними хворобами, можуть вважати себе здоровими.
Навколишнє середовище часто називають важливим чинником, що впливає на стан здоров'я людей. Це зокрема, властивості природного середовища, антропогенного та соціального середовища. Встановлено, що такі чинники, як чиста вода та повітря, придатне житло, безпечні громади та дороги, сприяють гарному здоров'ю, особливо здоров'ю немовлят та дітей. Деякі дослідження показали, що нестача місцевих відновних, розважальних просторів, зокрема природних середовищ, призводить до нижчого рівня особистого задоволення людини та більшого ступеня ожиріння, пов'язаного з погіршенням загального здоров'я та взагалі добробуту. Було доведено, що збільшення часу, проведеного на природі, пов'язане з покращенням самопочуття отже свідчить про те, що позитивні переваги для здоров'я природного простору (лісопарки, акваріуми, тощо) в міських межах та на підприємствах, слід враховувати в державній політиці та землекористуванні.
Генетика, або успадковані риси від батьків, також відіграють певну роль у визначенні стану здоров'я окремих людей і популяцій. Це може охоплювати як схильність до певних захворювань і загального рівня здоров'я, так і звички та поведінку, які люди розвивають через спосіб життя власних родин. Наприклад, генетика може відігравати певне значення у тому, як люди справляються зі стресом, розумовим, емоційним чи фізичним.

## Ступені здоров'я
- Досконале здоров'я, відмінний настрій, сильний імунітет.
- Здоровий, але присутні незначні вади, які майже не заважають життєдіяльності і не мають потреби в лікуванні. Наприклад — шрами, пломби.
- Нормальний стан. Здоровий, але є захворювання, що не розвиваються, але іноді можуть обмежувати життєдіяльність, підвищувати втомлюваність. Наприклад: короткозорість і далекозорість, лупа, плоскостопість, сутулість. Рекомендовано лікувати по можливості.
- Відносне здоров'я, але наявні поганий настрій, стрес, ослаблення імунітету. Рекомендовано лікувати, щоби перейти до нормального стану.
- Хворий. Існування легкого захворювання, котре піддається лікуванню. Немає загрози життю. Треба швидке лікування або припинення розвитку захворювання. Наприклад: застуда, нежить (риніт), грип.
- Хронічне захворювання або інвалідність.
- Травма. Тимчасова втрата деякої здатності. Можлива загроза здоров'ю. Наприклад, нівечення, забите місце, поріз, вивих, опік, відмороження, шок, втрата свідомості. Необхідна перша медична допомога. Кожна людина мусить уміти надавати першу медичну допомогу. Легкі ушкодження можна цілком вилікувати. Важке нівечення може призвести до ампутації органу (гангрена).
- Загроза життю. Наприклад: важке поранення, температура тіла вище 42 °C, значна крововтрата, зупинка серця, дихання. Потрібна термінова інтенсивна перша медична допомога.
- Клінічна смерть. Припинення дихання або кровообігу. Реанімація можлива протягом 5 хвилин.
- Біологічна смерть.

## Здоровий спосіб життя
Основна стаття — Здоровий спосіб життя.
Кожна людина повинна дбати про своє здоров'я. Краще запобігти захворюванню аніж лікуватися. Найпершою важливою складовою піклування про здоров'я, є відстеження власного самопочуття (час від часу проходження медичного огляду) та добре ставлення до оточення. Неабияке значення мають також особиста охайність (гігієна), прагнення до привітного спілкування з іншими людьми (східне прислів'я: «Поспішай порадувати добрим словом першого зустрічного, адже, либонь, більше не вдасться побачитись»), доброта, придатні умови праці, корисне харчування (4-6 разове приймання їжі, правильне співвідношення жирних кислот у їжі, зменшення споживання червоного м'яса, переважання у стравах овочів та фруктів, тощо) і здоровий спосіб життя.
Однією з головних причин погіршення здоров'я у світі є надмірна вага, наслідком якої може стати розвиток важких недуг. Наприклад, станом на 2019 рік за даними Всесвітньої організації охорони здоров'я — 58 % українців старше 18 років мали зайву вагу, а 25 % страждали на ожиріння.

### Харчування та гідратація
Основні статті — Здорове харчування, Раціональне харчування, Здоровий спосіб життя.
Здорове харчування — це харчування, яке забезпечує ріст, нормальний розвиток і життєдіяльність людини, що сприяє зміцненню її здоров'я, попереджає розвиток захворювань та сприяє здоровому довголіттю та омолодженню.
Добова потреба води приблизно 1/30-1/25 від маси тіла.
Здорове харчування передбачає гармонійне споживання білків, жирів, вуглеводів, вітамінів, макро- і мікроелементів, рослинної клітковини та фітонутрієнтів — основних речовин, які містяться в харчових продуктах.
Регулярне споживання фруктів та овочів, горіхів, цільнезернових, клітковини, жирної морської риби та/або омега-3 жирних кислот, рослинного білку, оливкової олії знижує ризики багатьох хронічних захворювань та смертності від них.
Різноманіття раціону також необхідно для формування та збереження різноманітної мікробіоти кишки. Різноманіття складу мікробіоти є однією з основних умов для здоров'я кишки та організма в цілому. Тому для здоров'я мікрофлори кишки доцільним є вживання якомога більшої кількості різних продуктів з високим вмістом клітковини, особливо фруктів, овочів, спецій та ферментованих продуктів.

### Сон— достатній та якісний
Рекомендована тривалість сну:
- Для дорослих 7-9 годин
- Для підлітків 13-18 років 8-10 годин
- Для дітей 6-12 років 9-12 годин
- Для дітей 3-5 років 10-13 годин
- Для дітей 1-2 років 11-14 годин
- Немовлята 4-12 місяців 12-16 годин
- Новонароджені 0-12 місяців 14-17 годин

Якісний та достатній сон — це основа здоров'я.
Основні поради щодо покращення сну:
- Спати в цілковитій темряві. Навіть дуже тьмяне світло в кімнаті під час сну може погіршити якість сну та вплинути на роботу серцево-судинної й ендокринної систем[53]. Природньо спати в повній темряві тому на ніч варто вимикати будь-яку світлотехніку.
- Спати з доступом свіжого повітря, за температури 18-22 градуси Цельсія[54], тримаючи ноги в теплі.
- Після заходу Сонця та, особливо, за кілька годин до сну уникати синього спектру світла (екрани, монітори, телефон, «холодне» світло ламп), який природньо є тільки в першій половині доби сонячного світла. Синій спектр світла перешкоджає виділенню мелатоніну (гормону сну)[55][56] і суттєво погіршує якість сну[55]. Особливо важливо не вмикати світло та не дивитись на екрани пристроїв посеред ночі, бо це значно та різко знизить рівень мелатоніну[55] і збільшить рівень адреналіну в мозку[57], що вкрай погіршить якість сну. За потреби користування світлом вночі доцільно застосовувати тьмяні лампи червоного кольору[58] (або максимально теплого) та фільтри синього спектру на екранах електронних пристроїв[59].
- Уникати пізньої вечері — це суттєво погіршує якість сну, виділення мелатоніну (гормону сну) та соматотропіну (гормону росту та молодості)[60][61].
- Уникати пробуджень вночі. Синтез соматотропіну[62][63] (гормону росту) можливий тільки в фазу глибокого сну, а глибокий сон настає приблизно через годину після засинання. Соматотропін має широкий спектр дії на різні фізіологічні системи та на рівновагу інших гормонів, і їх неврівноваженість суттєво впливає на рівень здоров'я та самопочуття[52].
- Кофеїн-вмісні напої вживати лише в першій половині дня[64]. Кофеїн, зазвичай, міститься в каві, чаї, енергетичних напоях, спортивному харчуванні, ноотропах та деяких ліках.
- Алкоголь, так само як і пізня вечеря, суттєво погіршує якість сну, виділення мелатоніну[65][66][67] та соматотропіну[68].
- Одразу після пробудження випити склянку води[69] та в першу годину отримати якнайбільшу кількість сонячного світла в очі[70][71] (уникати прямого погляду на Сонце) та на шкіру — це збуджує фізіологічні системи тіла[56] і зарядить енергією на цей день[70][72].

### Фізичні вправи
Основні статті — Фізичні вправи, Фізична культура, Фізична активність.
Люди, які послідовно виконують фізичні вправи здоровіші, щасливіші, живуть довше й молодші епігенетично, та мають нижчий ризик захворюваності, зокрема, на хвороби серця та онкологічні захворювання. Ті хто постійно тренуються частіше мають здорову вагу тіла (індекс маси-тіло), більше м'язової тканини та менше жирової. Дослідження показують, що регулярні фізичні вправи знижують ризики смертності від усіх природних причин, а саме 2,5 години на тиждень (відповідно 30 хвилин помірної активності на день протягом 5 днів на тиждень) порівняно з ніякою активністю, пов'язано зі зниженням ризику смертності від усіх причин на 19 %, тоді як 7 годин помірних навантажень на тиждень — на 24 %.
Добровільні фізичні вправи можуть покращити навчання та розумову працездатність, покращити нейропластичність і пам'ять (покращити кровотік в мозку, підвищити рівень нейротрофічного фактора мозку (BDNF) та інших факторів росту), стимулювати нейрогенез та підвищити стійкість мозку до негативних чинників.
ВООЗ вирізняє такі головні позитивні впливи фізичної активності на здоров'я:
- Фізична активність має значні переваги для здоров'я серця, тіла та розуму.
- Фізична активність сприяє запобіганню та лікуванню неінфекційних захворювань.
- Фізична активність зменшує наслідки депресії та тривоги.
- Фізична активність покращує навички мислення, навчання та прийняття рішень.
- Фізична активність забезпечує здорове зростання і розвиток молоді.
- Фізична активність покращує загальне самопочуття.

### Психічне здоров'я
На стан психічного здоров'я впливають окремі особливості психічних процесів і властивостей людини, наприклад збудженість, емоційність, чутливість. Психічне життя особистості складається з потреб, інтересів, бажань, заохочень, установок, мети, уявлень, почуттів тощо. Психічне здоров'я людини пов'язано з особливостями мислення, характеру, здібностей. Всі ці складові і чинники обумовлюють тонкощі індивідуальних реакцій на однакові життєві події, ймовірність нервових зривів, надмірного збудження, чи навпаки свідомого й гармонійного буття.

### Здоров'я жінок
Докладніше: Жіноче здоров'я
Здоров'я жінок (англ. Women's health) стосується здоров'я жінок та дівчат, котре відрізняється від здоров'я чоловіків багатьма особливими властивостями. Для прикладу, від природи жіночі теплові налаштування, роблять їх більш чутливими до коливань температури. Загалом, вони в середньому мають нижчу температуру тіла. Здоров'я жінок — дуже важлива частина загального здоров'я населення.
Жіноче здоров'я інколи тлумачать як здебільшого репродуктивне здоров'я, проте наразі, сучасні (2020-і) науковці висловлюються за ширше визначення, що стосується загального стану здоров'я жіночої половини людства, краще виражене в терміні «Здоров'я жінок». Але власне-й репродуктивне та сексуальне здоров'я жінок має суттєві відмінності порівняно зі здоров'ям чоловіків. Навіть у розвинених країнах вагітність та пологи пов'язані із значним ризиком для здоров'я і навіть життя жінок.